# Тихомиров, Владимир Михайлович
Владимир Михайлович Тихомиров (род. 22 ноября 1934, Москва) — советский и российский математик, доктор физико-математических наук, писатель

 и педагог. Заслуженный профессор МГУ, член Московского математического общества.

## Биография
Родился в семье санитарных врачей Михаила Никандровича Тихомирова (1906—1995) и Людмилы Юльевны Гурвиц (1910—1993). Родители развелись в начале войны, когда В. М. Тихомиров был ребёнком, и он воспитывался матерью и её родителями.
Отец после войны работал главврачом Центральной клинической больницы имени Н. А. Семашко на Яузе, затем санатория «Барвиха». 
Математикой увлёкся под влиянием деда — известного педагога-математика Юлия Осиповича Гурвица (1882—1953), выпускника физико-математического факультета МГУ, доцента кафедры математики Московского педагогического института имени В. И. Ленина и автора переиздававшегося учебника геометрии. Учился в одном классе с Л. Р. Волевичем, вместе с которым решил поступать на мехмат МГУ.
В 1952 году поступил на механико-математический факультет МГУ и в 1957 году окончил университет. Ученик А. Н. Колмогорова. В 1960 году защитил кандидатскую диссертацию (тема: «Поперечники множеств в функциональных пространствах и теория наилучших приближений»), в 1971 году — докторскую (тема «Некоторые вопросы теории приближений»). Профессор (1975). Заведующий кафедрой общих проблем управления механико-математического факультета (1989—2011). Заслуженный профессор Московского университета (2000)
Область научных интересов — функциональный анализ, теория приближений, теория экстремальных задач.
Читает курсы лекций по теории экстремальных задач, выпуклому анализу, теории приближений. Ведет специальные семинары по теории экстремальных задач и теории аппроксимации. Разработал и неоднократно прочитал основной курс лекций «Вариационное исчисление и оптимальное управление».
Подготовил несколько десятков кандидатов и десять докторов наук.

## Сочинения
В. М. Тихомиров — автор более 250 научных работ, в том числе 12 монографий и книг
- «Теория экстремальных задач» (совместно с A. Д. Иоффе, 1974),
- «Некоторые вопросы теории приближений» (1976),
- «Оптимальное управление». Учебник для вузов. — М.:, Наука, 1979. Изд. 3-е, М.:, Физматлит, 2007 (совместно с В. М. Алексеевым и С. В. Фоминым),
- «Рассказы о максимумах и минимумах». М., Наука, 1986 г., 192 с.
- «Выпуклый анализ» (1987).
- «Теория приближений», Анализ – 2, Итоги науки и техн. Сер. Соврем. пробл. мат. Фундам. направления, 14, ВИНИТИ, М., 1987, 103–260 (1987).
- «Сборник задач по оптимизации. Теория. Примеры. Задачи», Изд. 2-е. — М.: 2005 (совместно с В. М. Алексеевым и Э. М. Галеевым),
- Э.М. Галеев, М.И. Зеликин, С.В. Конягин, Н.П. Осмоловский, В.Ю. Протасов, В.М. Тихомиров, А.В. Фурсиков. Теория экстремальных задач. — М.: МЦНМО, 2008.
- «Геометрия». — 4-е изд. — М.: МЦНМО, 2019 (совместно с В. В. Прасоловым).

## Награды
- Медаль ордена «За заслуги перед Отечеством» II степени (2024)[6].